# Plotius leopoldi
Plotius leopoldi är en spindelart som beskrevs av Roewer 1938. Plotius leopoldi ingår i släktet Plotius och familjen hoppspindlar. Inga underarter finns listade i Catalogue of Life.